# Won Ok-im
Won Ok-im (kor. 원옥임;  ur. 6 listopada 1986) – północnokoreańska judoczka, brązowa medalistka olimpijska.
Startuje w kategorii do 63 kg. Jej największym osiągnięciem jest brązowy medal igrzysk olimpijskich w Pekinie.
Brązowa medalistka Igrzysk Azjatyckich 2006 w Doha.

## Osiągnięcia

### Igrzyska olimpijskie
| Igrzyska olimpijskie | Data             | Kategoria | Miejsce |
| -------------------- | ---------------- | --------- | ------- |
| Pekin 2008           | 12 sierpnia 2008 | do 63 kg  |         |